# Шодсак, Эрнест
Эрнест Шодсак (англ. Ernest Schoedsack; профессионально известен как Ernest B. Schoedsack; 8 июня 1893[…], Каунсил-Блафс, Айова — 23 декабря 1979[…], Санта-Моника, Калифорния или Лос-Анджелес, Калифорния) — американский кинорежиссёр, кинооператор и кинопродюсер; в единичных случаях также известен как сценарист, монтажёр, киноактёр.

## Биография
Эрнест Бомонт Шодсак родился 8 июня 1893 года в городе Каунсил-Блафс (штат Айова, США). Брат — Феликс. В 14 лет сбежал из дома и примкнул к банде придорожных хулиганов-грабителей. Затем перебрался в Сан-Франциско, где работал геодезистом-исследователем. Стал известен под прозвищем «Коротышка», так как рост будущего режиссёра составлял 196 см.
Профессиональную кино-карьеру Шодсак начал в 1914 году, когда его взял на работу кинооператором известный кинематографист Мак Сеннет.
Во время Первой мировой войны служил в Корпусе связи, во Франции, где был оператором кинохроники, в том числе осуществлял съёмки из бомбардировщика, выполняющего боевое задание. После окончания войны остался в Европе, и там продолжил свою карьеру кинематографиста. Известно, что в 1920 году Шодсак оказывал помощь полякам-беженцам, спасавшимся от советско-польской войны, тесно сотрудничал с Американским Красным Крестом. В 1921—1922 годах оказывал помощь беженцам от Греко-турецкой войны.
Окончил Школу военной кинематографии при Колумбийском университете, после чего его взяла к себе на работу The New York Times, он стал кинооператором-путешественником, побывал во многих уголках мира.

### Кинематографист
С 1925 года также стал известен как режиссёр и продюсер. Среди примечательных фильмов Шодсака можно отметить «Чанг: Драма в глуши» (1927). Шодсак со своим коллегой Мерианом Купером провёл полтора года в сиамских джунглях, проводя съёмки. Известна сцена с бегущим стадом слонов — тогда животные на самом деле едва не растоптали Шодсака и его съёмочную группу. Картина получилась очень сильной и зрелищной, она была номинирована на первый в истории «Оскар», но не выиграла награды.
Другой примечательный фильм Шодсака — «Четыре пера» (1929). Это первый полностью игровой фильм Шодсака (до этого у него были либо документальные, либо художественно-документальные ленты); также он известен тем, что это стал один из последних немых фильмов Голливуда.
В 1933 году свет увидел ставший впоследствии очень известным фильм «Кинг-Конг». Шодсак занимался в нём сценами с людьми-актёрами, а Купер отвечал за спецэффекты. Образы троих главных героев картины — Энн Дэрроу (киноактриса), Карл Денхэм (кинорежиссёр) и Джек Дрисколл (первый помощник капитана корабля) — списаны с Рут Роуз, Мериана Купера и Эрнеста Шодсака, соответственно. После «Кинг-Конга» рабочие отношения Шодсака и Купера, давних коллег по цеху, изменились: отныне первый работал только режиссёром, а второй — продюсером их совместных лент.
После 1937 года Шодсак практически окончил свою карьеру: он выступил режиссёром ещё лишь трижды, в 1940, 1949 и 1952 годах (в последнем случае — без указания в титрах).
Один из последних фильмов Шодсака — «Доктор Циклоп» (1940). Он интересен тем, что стал первым американским фильмом ужасов, снятым в полном трёхплёночном Техниколоре. Правдоподобности цветовых эффектов Шодсак уделил особое внимание. Также «Доктор…» — первый американский цветной фильм ужасов за семь лет, со времён «Тайны музея восковых фигур».

### Личная жизнь и смерть
В 1926 году Шодсак женился на сценаристке Рут Роуз (1896—1978). Брак продолжался 52 года до самой смерти женщины. У пары был один ребёнок. Рут умерла 8 июня, в день 85-летия мужа. Эрнест Шодсак умер через полтора года, 23 декабря 1979 года, в Лос-Анджелесе от естественных причин (режиссёру было 86 лет). Похоронен на Вествудском кладбище рядом с женой.

## Награды и номинации
- 1941 — «Хьюго» в категории «Лучшая драматическая презентация, длинная форма» за фильм «Доктор Циклоп» — номинация.
- 1960 — звезда на Голливудской «Аллея славы» «за вклад в киноиндустрию»[15].
- 2006 — «DVD Exclusive Awards» в категории «Лучший аудио-комментарий (новинка для DVD)» за фильм «Кинг-Конг» (1933) — номинация.

## Фильмография

### Режиссёр
- 1925 — Трава: Битва народа за выживание[англ.] / Grass[16]
- 1927 — Чанг: Драма в глуши / Chang: A Drama of the Wilderness
- 1929 — Четыре пера[англ.] / The Four Feathers
- 1932 — Самая опасная игра[англ.] / The Most Dangerous Game
- 1933 — Обезьянья лапка[англ.] / The Monkey's Paw[16]
- 1933 — Кинг-Конг / King Kong[16]
- 1933 — Приключения вслепую[англ.] / Blind Adventure
- 1933 — Сын Конга / Son of Kong
- 1934 — Давно потерянный отец[англ.] / Long Lost Father
- 1935 — Последние дни Помпеи[англ.] / The Last Days of Pompeii
- 1937 — Беспорядки в Марокко[англ.] / Trouble in Morocco
- 1940 — Доктор Циклоп / Dr. Cyclops
- 1949 — Могучий Джо Янг / Mighty Joe Young
- 1952 — Это кино[англ.] / This Is Cinerama (только режиссура пролога)[16]

### Оператор
- 1924 — Алчность / Greed[16]
- 1925 — Трава: Битва народа за выживание[англ.] / Grass[17]
- 1927 — Чанг: Драма в глуши / Chang: A Drama of the Wilderness[16]
- 1929 — Четыре пера[англ.] / The Four Feathers[16]
- 1933 — Кинг-Конг / King Kong[16]
- 1933 — Сын Конга / Son of Kong[16]
- 1935 — Жизнь бенгальского улана / The Lives of a Bengal Lancer — съёмки задних планов в Индии[16]
- 1942 — Орлиная эскадрилья[англ.] / Eagle Squadron — съёмки задних планов

### Продюсер
- 1925 — Трава: Битва народа за выживание[англ.] / Grass[16]
- 1927 — Чанг: Драма в глуши / Chang: A Drama of the Wilderness
- 1929 — Четыре пера[англ.] / The Four Feathers
- 1932 — Самая опасная игра[англ.] / The Most Dangerous Game[18]
- 1933 — Кинг-Конг / King Kong[16]
- 1933 — Сын Конга / Son of Kong[16]

### Прочие работы
- 1925 — Трава: Битва народа за выживание[англ.] / Grass — актёр; в роли самого себя
- 1927 — Чанг: Драма в глуши / Chang: A Drama of the Wilderness — сценарист[16]
- 1929 — Четыре пера[англ.] / The Four Feathers — монтажёр[16]
- 1933 — Кинг-Конг / King Kong — актёр; пулемётчик самолёта, который убивает Конга[16]